# 季克紹澤羅湖
季克紹澤羅湖（俄语：Тикшеозеро）是俄羅斯的湖泊，位於卡累利阿共和國北部，面積208.8平方公里，湖中有342個島嶼，湖岸線長度204公里，每年十一月至翌年五月結冰。